# Javi Lara
Javier Lara Grande, meglio noto come Javi Lara (Montoro, 4 dicembre 1985), è un ex calciatore spagnolo, di ruolo centrocampista.

## Caratteristiche tecniche
Ala sinistra, può giocare come trequartista o scalare a interno di centrocampo.

## Carriera
Nel 2015 si trasferisce all'Atlético de Kolkata, nella Indian Super League, ma a seguito di un infortunio viene tolto dalla lista dei giocatori.

## Palmarès

### Club

#### Competizioni nazionali
- Indian Super League: 1

Atlético de Kolkata: 2016